# Mediatisering
Mediatisering is het opheffen van de rijksvrijheid van een wereldlijk gebied in het Heilige Roomse Rijk en het toewijzen ervan aan een ander rijksvrij gebied. Het gezag van de keizer dat voordien in het gebied onmiddellijk (immediaat) was, dat wil zeggen rechtstreeks en zonder tussenpersoon, werd voortaan middellijk (mediaat), dat wil zeggen dat er een ander gezag werd tussengeschoven.

## Mediatisering in de 19e eeuw
Omdat Frankrijk na de Coalitieoorlogen in 1795 de linker Rijnoever van het Rijk had geannexeerd, moesten de vorsten die territorium hadden verloren (met name Pruisen) schadeloos worden gesteld met gebieden op de rechter oever. Hiervoor was een territoriale herverdeling noodzakelijk, die met de Reichsdeputationshauptschluss op 25 februari 1803 plaatsvond. Door een grootschalige mediatisering van wereldlijke rijksstanden en secularisering van de kerkelijke werd het aantal rijksvrije gebieden in het Rijk teruggebracht van meer dan 1000 tot circa 30.
De mediatisering versnelde het ontbindingsproces van het Rijk, dat met de abdicatie van keizer Frans II en het tot stand komen van de Rijnbond (1806) werd opgeheven. De grondwet van de Duitse Bond (Bundesakte) kende de gemediatiseerde vorsten in 1815 de status van Standesherr toe met enige privileges (onder andere lagere rechtsmacht) en Ebenbürtigkeit (gelijkheid in rang) met de regerende huizen. Deze status behielden zij tot het revolutiejaar 1848 en ten dele ook nog daarna.